# CV-35

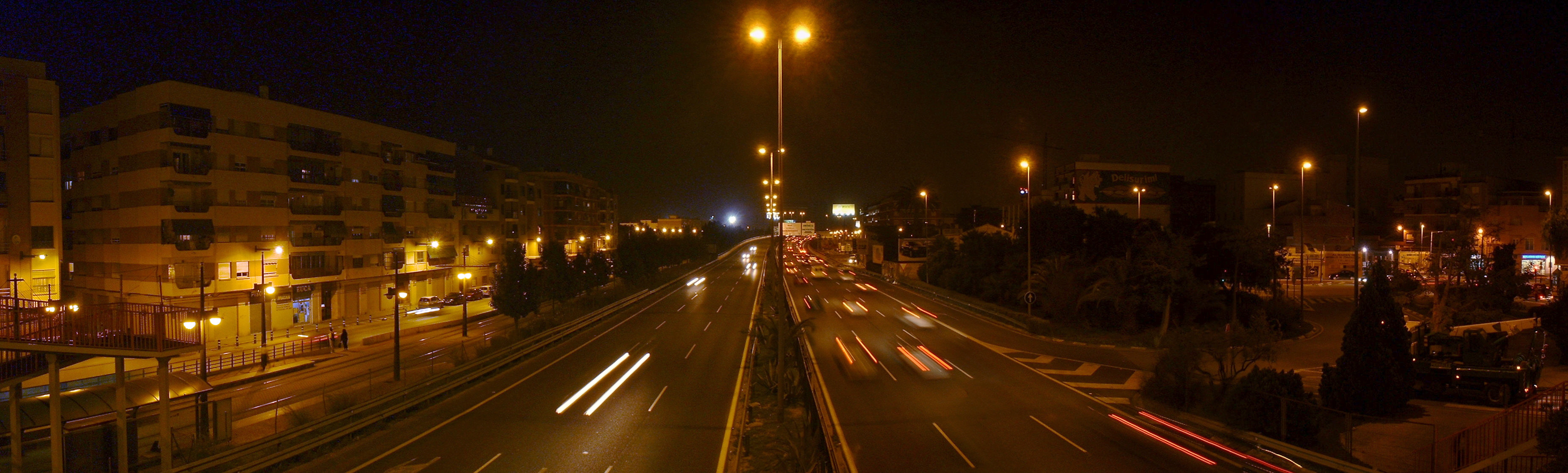
CV-35 al seu pas per Burjassot.

La carretera CV-35 o Autovia de Llíria, també coneguda com a Pista d'Ademús, comunica la ciutat de València amb la N-330, a Santa Cruz de Moya. És una autovia de titularitat autonòmica entre València i Casinos, on passa a ser una via ràpida fins a la Llosa del Bisbe, on passa a ser una carretera comarcal. Enllaça amb l'A-7 al terme de Paterna, i vertebra les comarques del Camp de Túria i els Serrans.

## Nomenclatura

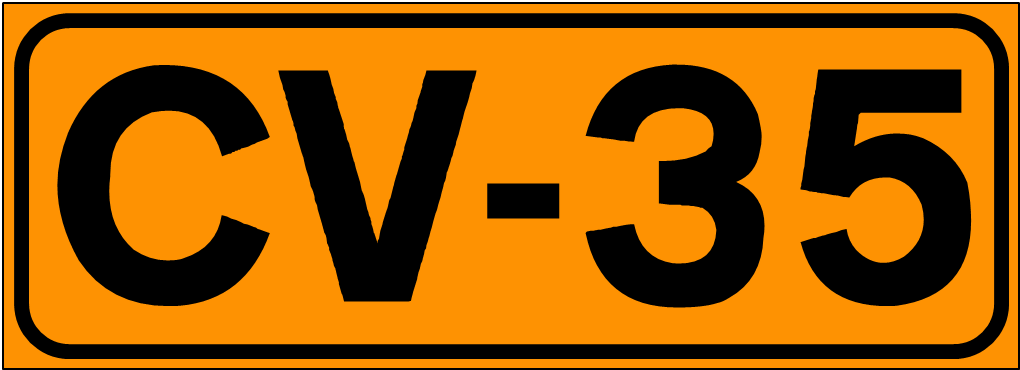
Indicador

Aquesta via està desdoblada fins a Casinos.

La CV-35 pertany a la xarxa de carreteres del País Valencià. El seu nom ve de la CV (que indica que és una carretera autonòmica de la Comunitat Valenciana) i el 35, que és el nombre que rep aquesta carretera, segons l'ordre de nomenclatures de les carreteres de la Comunitat Valenciana.

## Història
La CV-35 rep el nom no-oficial d'Autovia d'Ademús, Pista d'Ademús o bé Autopista de Llíria.
Anteriorment la CV-35 tenia la denominació de C-234, però el seu recorregut era igual que l'actual. Era una carretera comarcal que unia les comarques de l'Horta de València, el Camp de Túria, els Serrans i el Racó d'Ademús.
Actualment, està desdoblegat i, per tant, és autovia, el tram entre València i Casinos. A partir d'aquesta població, les obres de desdoblament projectaran l'autovia fins a Llosa del Bisbe (actualment està construïda com una via ràpida entre Casinos i aquesta).
Antigament fou també via d'accés a Ademús, d'aquí el nom col·loquial Autovia d'Ademús. En l'actualitat la comarca del Racó té una via ràpida en la forma d'una carretera nacional (la N-330) que parteix de l'Autovia de l'Est a Utiel i enllaça així Ademús amb Terol i València.

## Traçat actual
És una autovia d'alt ús, vertebrant les poblacions de l'Alt Túria, i corre paral·lel amb la línia 1 de metro fins a Llíria.
La CV-35 comença a la vora esquerra del riu Túria de València, a l'altura del centre comercial Nuevo Centro. El tram urbà s'anomena avinguda de les Corts Valencianes.
Travessa per dalt la CV-30 i creua pel mig de Burjassot i de Benimàmet (València). Al terme de Paterna enllaça amb la CV-31 i passa pel costat del centre d'oci "Heron City".
Creua l'A-7 i continua passant al costat de les poblacions de Sant Antoni de Benaixeve, l'Eliana, la Pobla de Vallbona, Benaguasil, Benissanó i Llíria. Ací enllaça amb altres carreteres com la CV-50 que es dirigeix al sud cap a Xest i Alzira enllaçant amb l'A-3, i amb la CV-25 que enllaça Llíria amb Sogorb i l'A-23 al nord.
Segueix el seu camí passant pel costat del nou hospital de Llíria, el seu polígon industrial, Domenyo i les urbanitzacions adjacents a l'autovia. Quan arriba a Casinos enllaça amb la CV-245 que es dirigeix a Alcubles al nord-est, la CV-345 que es dirigeix al Villar de l'Arquebisbe i després a la Yesa al nord-oest, i amb la CV-380 que es dirigeix a Pedralba al sud-est.
Una vegada passa Casinos segueix el seu camí convertida en una via ràpida. Abans d'arribar a Llosa del Bisbe enllaça amb la CV-395 que es dirigeix al nord al Villar de l'Arquebisbe i al sud a Chulilla, i amb la CV-396 que es dirigeix al sud cap a Bugarra i Xestalgar. També amb la CV-347 que es dirigeix al Villar al nord.
A partir de Llosa del Bisbe es converteix en una carretera comarcal i passa per dins o a prop de poblacions com Calles, Xelva, Toixa, Titaigües, Aras de los Olmos i a Santa Cruz de Moya (a Castella-La Manxa) enllaça amb la carretera N-330.

## Futur de la CV-35
En un futur es pretén desdoblar i prolongar l'autovia cap a l'oest, fins a la Llosa del Bisbe i després, fins a Xelva, última població rellevant del recorregut actual de la CV-35. En l'actualitat es veuen unes xicotetes obres al tram d'entre Casinos i Llosa del Bisbe, encara que no afecten el trànsit.

## Carrils
Consta de tres carrils per sentit durant la major part del recorregut, tot arribant a 4 algunes vegades, fins a l'enllaç amb la CV-50. En alguns trams de les circumval·lacions de Benissanó i Llíria consta de 2 carrils. Després i fins al final del trajecte, és a dir, de Llíria a Casinos, consta de 2 carrils per sentit.
Després en converteix en una via ràpida entre Casinos i Llosa del Bisbe amb un carril per sentit, conservant característiques d'autovia, com l'eliminació d'encreuaments a la mateixa altura.
A partir de Llosa del Bispe es converteix en una carretera comarcal amb un carril per sentit i amb algunes travessies per pobles.

## Sortides CV-35
| Element                | Nom                                                                                         | Carretera que hi enllaça               |
| ---------------------- | ------------------------------------------------------------------------------------------- | -------------------------------------- |
| Autovia                | València                                                                                    | CV-35                                  |
| 1                      | Ronda Nord de València                                                                      | CV-30                                  |
| 3                      | Burjassot                                                                                   |                                        |
| 4                      | Burjassot-Universitat de València (Campus de Burjassot) Paterna Fira de Mostres de València | CV-365 CV-31                           |
| 5 (en sentit Llíria)   | Godella                                                                                     | CV-31                                  |
| 5 (en sentit València) | Paterna-Fira de Mostres de València                                                         | CV-31                                  |
| 6                      | La Coma - Valterna-Campolivar-Centre d'Oci                                                  |                                        |
| 8                      | Centre d'Oci - Ciutat esportiva del València C.F. - Polígon Industrial                      |                                        |
| 9AB/11                 | Barcelona-Castelló-Madrid-Alacant                                                           | A-7                                    |
| 11                     | Mas Camarena-Parc Tecnològic                                                                |                                        |
| 12                     | Paterna - Urbanitzacions - Centre de rehabilitació                                          | CV-368                                 |
| 14                     | Sant Antoni de Benaixeve-Riba-roja de Túria-Bétera                                          | CV-336                                 |
| 16                     | l'Eliana                                                                                    |                                        |
| 17B (en sentit Llíria) | Urbanitzacions (La Pobla de Vallbona) - Zona industrial                                     |                                        |
| 17A                    | La Pobla de Vallbona                                                                        |                                        |
| 17AB                   | La Pobla de Vallbona-Benissanó-Benaguasil                                                   |                                        |
| 21                     | Llíria-Benissanó Vilamarxant-Xest                                                           | CV-50                                  |
| 25                     | Llíria-Olocau-Marines                                                                       | CV-25                                  |
| Final d'autovia        | Fi d'Autovia                                                                                | Inici CV-35 com a carretera autonòmica |
|                        |                                                                                             |                                        |
| Obres                  | Tram Casinos - Llosa del Bisbe (autovia en construcció)                                     |                                        |
|                        |                                                                                             |                                        |